# 1852年1月21日日食
1852年1月21日日食为一次在协调世界时1852年1月21日出現的日偏食。該次日食食分為0.4577。

## 概述
這次日食的食分是0.4577。

## 基本參數
- 類型：日偏食
- 食甚資料：
  - 日期：1852年1月21日
  - 時間：7時12分16秒
  - 地點：69S 124W
  - 食分：0.4577

## 外部連結
- NASA日食專頁（页面存档备份，存于）（英文）